# Brevitrichia miraloma
Brevitrichia miraloma är en tvåvingeart som beskrevs av Kelsey 1971. Brevitrichia miraloma ingår i släktet Brevitrichia och familjen fönsterflugor.
Artens utbredningsområde är Kalifornien. Inga underarter finns listade i Catalogue of Life.